# Видем при Луковици
Видем при Луковици (словен. Videm pri Lukovici) је насељено место у општини Луковица, Средњесловенска регија, Словенија.

## Историја
До територијалне реорганизације у Словенији био је у саставу старе општине Домжале.

## Становништво
У попису становништва из 2011. године, Видем при Луковици имао је 45 становника.
| Број становника према пописима | Број становника према пописима | Број становника према пописима |
| ------------------------------ | ------------------------------ | ------------------------------ |
| 1991                           | 2002                           | 2011                           |
| 42                             | 42                             | 45                             |

Напомена: До 1953. исказивано под именом Видем. Године 1953. повећано за насеље Хриб, које је укинуто.